# Luis Valendi Odelus
Luis Valendi Odelus (Saint-Louis-du-Nord, 1 de dezembro de 1994) é um futebolista Haitiano que atua como goleiro. Atualmente defende o Don Bosco FC.